# The Best Things in Life Are Free
Singles de Luther Vandross et Janet Jackson
The Rush
(1991) Little Miracles
(1993)
Singles par Janet Jackson
State of the World
(1991) That's the Way Love Goes
(1993)
The Best Things in Life Are Free est un duo de Luther Vandross et Janet Jackson, enregistré par Jimmy Jam et Terry Lewis pour la bande originale de Mo' Money. Elle apparaît plus tard dans les compilations Design of a Decade 1986/1996 (1995), One Night with You: The Best of Love, Volume 2 (1997), Lovesongs (en) (2009) et Number Ones (2009). Une version remixée sort en single en 1995.
The Best Things in Life Are Free reçoit de bonnes critiques. La chanson atteint la dixième place du Billboard Hot 100 en juin 1992. Ailleurs, elle connaît un succès modéré, en atteignant le Top 5 en Australie et au Royaume-Uni (où elle est certifiée disque d'argent) et le Top 10 en Allemagne, au Canada, en Irlande et en Nouvelle-Zélande. Elle reçoit une nomination lors de la 35e cérémonie des Grammy Awards et Jackson l'interprète durant sa tournée Number Ones: Up Close and Personal (2011).

## Genèse et composition
En mars 1991, Janet Jackson signe un contrat de 32 millions de dollars pour Virgin Records, le plus grand contrat de l'histoire du disque à ce moment-là même s'il a été vite dépassé par celui de son frère Michael avec Epic Records et qui a coûté cinquante millions de dollars. Avant de sortir un album, Jackson demande à Jimmy Jam & Terry Lewis d'enregistrer une chanson pour le film Mo' Money. Jon Bream de Star Tribune rapporte : « Pour la plupart des bandes originales, les producteurs négocient avec les labels discographiques, les managers et avocats pour avoir les services de grands chanteurs. Comme les tiers hollywoodiens qu'ils sont, Jam et Lewis d'Edina en viennent directement à rapprocher plusieurs stars comme Janet Jackson, Luther Vandross, Bell Biv DeVoe, Color Me Badd et Johnny Gill ». Une version remixée sort en single en 1995.
The Best Things in Life Are Free est une chanson R&B, dance-pop et house avec « un rythme constant ». Elle est composée dans la tonalité de fa mineur et leurs voix s'étendent entre les notes Fa2 et Do6. Ella a une mesure en 4/4 et un tempo de 120 pulsations par minute. Elle suit la séquence Si mineur7, Do mineur7 et Fa mineur7 comme progression d'accords.

## Accueil

### Critique
Les critiques pour The Best Things in Life Are Free sont généralement bonnes. Adam Greenberg d'AllMusic dit que la chanson « garde un rythme chaud avec les deux meilleurs chanteurs du R'n'B moderne ». Roger Catlin de Hartford Courant trouve que la chanson est un duo poids lourd. Le magazine Billboard dit, dans une critique de la bande originale, que la chanson est un bon lancement pour le disque. Lors de la 35e cérémonie des Grammy Awards, la chanson est nommée dans la catégorie « Meilleure performance R&B en duo ou en groupe ».

### Commercial
Aux États-Unis, The Best Things in Life Are Free débute à la 24e place du Billboard Hot 100. Elle reste à la dixième position du 13 juin au 27 juin et termine à la 41e place du classement annuel,,,. Elle est également numéro un du Hot R&B/Hip-Hop Songs,. Au Canada, la chanson débute à la 79e place du classement de RPM le 30 mai 1992. Elle atteint la huitième place le 25 juillet et reste 18 semaines dans le classement,. En Australie, la chanson atteint la cinquième position et la conserve pendant cinq semaines. Elle termine à la sixième place du classement annuel. En Nouvelle-Zélande, la chanson débute en treizième position et grimpe jusqu'à la sixième place. En Europe, The Best Things in Life Are Free ne connaît pas trop de succès sauf au Royaume-Uni où elle entre en septième position du hit-parade. Elle atteint la seconde place le 29 août 1992 et reste treize semaines dans le classement. Il s'agit de son premier single à entrer dans le top 10 depuis Let's Wait Awhile en 1987. Ailleurs, elle atteint le top 30 aux Pays-Bas et le top 40 en Suède et en Suisse,,. La chanson est ré-éditée en 1995 et atteint la septième position du hit-parade britannique.

## Interprétations scéniques et reprises
Jackson interprète The Best Things in Life Are Free uniquement lors de sa tournée Number Ones: Up Close and Personal (2011). Pour cette tournée, elle choisit une chanson pour chaque concert. Elle choisit The Best Things in Life Are Free pour les trois concerts du 18, 19 et 21 mars 2011 à New York, en même temps que Rhythm Nation, et celui de Detroit le 16 août,.
The Best Things in Life Are Free est reprise par la top model Katie Price et son mari Peter Andre pour leur album A Whole New World (2006).

## Versions
| Australie/Europe maxi CD single, 1. The Best Things in Life Are Free (Classic 7" Wrap) – 6:01 2. The Best Things in Life Are Free (Classic 7" Worap) – 4:28 3. A Little Bit of Mo' Money : Money Can't Buy Love – 0:57 Let's Just Run Away – 1:25 Let's Get Together (So Groovy Now) – 1:24 Royaume-Uni maxi CD single 1. The Best Things in Life Are Free (C.J.'s U.K. 7" w/Rap) – 5:32 2. The Best Things in Life Are Free (C.J.'s U.K. 12" w/Rap) – 7:12 3. The Best Things in Life Are Free (Classic 7" w/Rap) – 4:22 4. The Best Things in Life Are Free (Classic 12" w/Rap) – 5:53 5. The Best Things in Life Are Free (Def Version – 8:41 6. The Best Things in Life Are Free (CJ's UK Dub 1) – 6:46 États-Unis CD single 1. The Best Things in Life Are Free (Classic 12" w/Rap) – 5:53 2. The Best Things in Life Are Free (C.J.'s U.K. 12" w/Rap) – 9:58 3. The Best Things in Life Are Free (Def Version) – 8:41 4. The Best Things in Life Are Free (C.J.'s FXTC Dub) – 6:51 5. The Best Things in Life Are Free (C.J.'s Vinyl Zone Dub) – 6:49 6. The Best Things in Life Are Free (LP version) – 6:01 | Royaume-Uni CD single ré-édition 1995 1. The Best Things in Life Are Free (K-Klass 7" edit) – 4:22 2. The Best Things in Life Are Free (S-Man's Salsoul Vibe) – 11:40 3. The Best Things in Life Are Free (K-Klass 12" Mix) – 8:54 Royaume-Uni maxi CD single ré-édition 1995 1. The Best Things in Life Are Free (K-Klass 7") – 4:22 2. The Best Things in Life Are Free (K-Klass 12") – 8:54 3. The Best Things in Life Are Free (MK 12") – 7:25 4. The Best Things in Life Are Free (The S-Man Salsoul Vibe) – 11:40 5. The Best Things in Life Are Free (CJ Mackintosh Original Remix) – 7:13 |

## Crédits
Crédits issus du single The Best Things in Life Are Free.
- Luther Vandross – chant
- Janet Jackson – chant
- Jimmy Jam – producteur, arrangement
- Terry Lewis – producteur, arrangement, chœurs
- Michael Bivins – rap
- Ronnie DeVoe – rap
- Ralph Tresvant – rap, chœurs
- Lisa Keith – chœurs

## Classements et certifications

### Classement par pays
| Classement (1992)                          | Meilleure position |
| ------------------------------------------ | ------------------ |
| Allemagne (Media Control Charts)           | 8                  |
| Australie (ARIA)                           | 2                  |
| Canada (RPM Top Singles)                   | 8                  |
| Irlande (Irish Recorded Music Association) | 6                  |
| Nouvelle-Zélande (RMNZ)                    | 6                  |
| Pays-Bas (Nederlandse Top 40)              | 24                 |
| Royaume-Uni (UK Singles Chart)             | 2                  |
| Suède (Sverigetopplistan)                  | 36                 |
| Suisse (Schweizer Hitparade)               | 32                 |
| États-Unis Billboard Hot 100               | 10                 |
| États-Unis Billboard Hot R&B/Hip-Hop Songs | 1                  |

### Classement de fin d'année
| Classement (1992)              | Position |
| ------------------------------ | -------- |
| Australie                      | 6        |
| États-Unis (Billboard Hot 100) | 41       |

### Certifications
| Pays        | Certification |
| ----------- | ------------- |
| Royaume-Uni | Argent        |

## Compléments